# Abdelhamid I. Sabra
Abdelhamid Ibrahim „Bashi“ Sabra (arabisch عبد الحميد إبراهيم صبرة, DMG ʿAbd al-Ḥamīd Ibrāhīm Ṣabra; * 1924 in Tanta, Ägypten; † 18. Dezember 2013 in Lexington, Massachusetts, Vereinigte Staaten), oft auch A. I. Sabra, war ein ägyptischer Wissenschaftshistoriker, der sich schwerpunktmäßig mit der Geschichte der Optik und der Aneignung und Weiterentwicklung der antiken griechischen Wissenschaft und Philosophie in der mittelalterlichen islamischen Welt befasste. Von 1972 bis 1996 war er Professor am „Department of the History of Science“ der Harvard University.

## Leben

### Akademische Karriere
Sabra erhielt den Undergraduate Degree an der Universität Alexandria. Anschließend studierte er Wissenschaftstheorie bei Karl Popper an der University of London, an der er 1955 mit einer Arbeit über die Optik im 17. Jahrhundert zum Ph.D. promovierte. Anschließend kehrte er nach Ägypten zurück und lehrte von 1955 bis 1962, erst als Lecturer, dann als Associated Professor am Department für Philosophie der Universität Alexandria. Von 1962 bis 1972 war er als Senior Research Fellow, Special Lecturer und zuletzt als Professor (Reader) für Geschichte der Klassischen Altertumswissenschaft (History of the Classical Tradition) an dem mit der University of London in Verbindung stehenden Warburg Institute. Von 1972 bis zu seiner Emeritierung 1996 lehrte Sabra in Harvard.

### Forschung und Sabra thesis
Im Zentrum Sabras Forschungsarbeit stand die Geschichte der Optik. 1954 erschien ein erster Artikel in „The British Journal for the Philosophy of Science“ über Newtons Korpuskeltheorie des Lichts unter dem Titel A Note on a Suggested Modification of Newton's Corpuscular Theory of Light to Reconcile it with Foucault's Experiment of 1850. Bereits zu den Klassikern der Wissenschaftsgeschichte der Nachkriegszeit zählt sein Werk von 1967 über die Theorien des Lichts von Descartes bis Newton (Theories of Light from Descartes to Newton). Sabra untersuchte insbesondere auch die Geschichte der Optik in seiner arabischen Heimat und veröffentlichte 1983 (in englischer Sprache 1989) eine Arbeit über das „Buch vom Sehen“ (Kitāb al-Manāzir) des Mathematikers, Optikers und Astronomen Abu Ali al-Hasan ibn al-Haitham (The Optics of Ibn Al-Haytham: Kitāb al-Manāzir. Books I-II-III.).
Unter dem Einfluss von Ernst Gombrich, Frances A. Yates und Daniel Pickering Walker erweiterte Sabra seine Interessen auf die Wissenschaftsgeschichte der Kulturen und wandte sich vor allem dem Einfluss des Antiken Griechenlands auf die arabischen Wissenschaften zu. In seinem Artikel The Appropriation and Subsequent Naturalization of Greek Science in Medieval Islam wandte er 1987 gegen die Theorien von Pierre Duhem ein, dass die islamischen Kulturen die antike griechische Wissenschaft nicht nur passiv übernommen und bewahrt, sondern vielmehr aktiv verwendet und weiterentwickelt hätten. Seine Theorie der Aneignung von Wissenschaft in der interkulturellen Übertragung wurde in Fachkreisen als „Sabra thesis“ bekannt.

## Ehrungen und Auszeichnungen
1975 wurde Abdelhamid I. Sabra in die American Academy of Arts and Sciences gewählt. 2005 erhielt er die George-Sarton-Medaille, den höchst renommierten Preis für Wissenschaftsgeschichte der von George Sarton und Lawrence Joseph Henderson gegründeten History of Science Society (HSS).

## Schriften
Abdelhamid I. Sabra schrieb mehr als 50 Fachartikel, übersetzte zahlreiche Werke und veröffentlichte dreizehn Bücher, darunter:
- 1954. A Note on a Suggested Modification of Newton's Corpuscular Theory of Light to Reconcile it with Foucault's Experiment of 1850. In: The British Journal for the Philosophy of Science. Band 5, S. 149–151.
- 1967 (Oldbourne), 1981 (Cambridge University Press). Theories of Light from Descartes to Newton. 363 pages.
- 1984. The Andalusian Revolt Against Ptolemaic Astronomy: Averroes and al-Bitrûjî. In: Everett Mendelsohn (Hrsg.): Transformation and Tradition in the Sciences: Essays in honor of I. Bernard Cohen. Cambridge University Press, Cambridge, S. 233–253.
- 1987. The Appropriation and Subsequent Naturalization of Greek Science in Medieval Islam. In: History of Science. Band 25, S. 223–243.
- 1989: The Optics of Ibn Al-Haytham. Books I–III (2 vols.) London 1989.
- 1996. Situating Arabic Science: Locality versus Essence. In: Isis. Band 87, S. 654–670.